# TC39
TC39 (Ecma Technical Committee 39) – komisja będąca częścią Ecma International, której celem jest wsparcie standaryzacji języka ECMAScript. Komisja przygotowuje przede wszystkim tekst samego standardu, ale pracuje również nad przeglądaniem i oceną propozycji zmian oraz przygotowuje testy używane do weryfikacji standardu ECMA-262 i pokrewnych. Według stanu na listopad 2021 w skład TC39 wchodzi 41 organizacji w tym 2 kandydujące.
Notatki z posiedzeń komitetu są dostępne online.

## Historia
W 1996 Netscape zdecydował się przekazać JavaScript do standaryzacji przez Ecma. Dzięki temu język miał stać się mniej zależny od jednej przeglądarki. W ramach Ecma stworzona została komisja nazwana TC39, która miała kierować pracami nad standardem. Członkami TC39 stali się przedstawiciele producentów przeglądarek oraz firm zajmujących się tworzeniem rozwiązań internetowych.
W 2007 roku przy pracach nad nową wersją po ES3 w grupie pojawił się rozłam. Część chciała pracować na wersją ES3.1, która miała być zasadniczo zgodna z ES3, a inni chcieli rozwijać ES4 ze znacznym zmianami składni (w tym klasami). Koniec konfliktu został ogłoszony w 2008 roku na liście dyskusyjnej przez Brendanda Eicha, twórcę JS i wówczas pracownika Mozilli. W skład komisji wchodził wówczas John Neumann (przewodniczący TC39) oraz m.in. Lars Hansen (Adobe), Mark Miller (Google) i Allen Wirfs-Brock (Microsoft). Ostatecznie w wyniku kompromisu w 2009 roku wydano ES5.
6 lat później w 2015 roku wydano ES6. Jednocześnie jednak wypracowano nowe reguły procesu standaryzacji, czyli nowe reguły pracy komisji. Od tego czasu komisja wydaje nową wersję ECMAScript co roku.

## Proces standaryzacji
Praca komisji przy dodawaniu nowych funkcjonalności, do standardu ECMAScript, przebiega w 5 etapach (ang. stage). Ponumerowane są one od 0 do 4. Gdzie w trakcie etapu 0 spływają różne propozycje i mogą to robić osoby nie będące członkami TC39. 
Etap 1 to czas na przedstawienie nowej funkcji przez wyznaczoną osobę pełniącą rolę opiekunki danej funkcji. Komisja ocenia wówczas wstępnie propozycję i identyfikuje potencjalne problemy i ocenia rozwiązania. Na tym etapie w propozycji mogą zajść bardzo duże zmiany. 
Etap 2 to moment w którym powstaje wersja robocza standardu opisującego nową funkcję. Składnia i semantyka jest wtedy opisywana językiem formalnym. Od tego momentu mogą powstawać eksperymentalne implementacje, ale wciąż możliwe są jeszcze znaczące zmiany. 
Etap 3 to czas na uwagi od organizacji implementujących standard i użytkowników języka. Po tym etapie standard powinien być już kompletny i nie należy spodziewać się dużych zmian, chyba że przy implementacji zostaną wskazane krytyczne problemy. Standard na tym etapie wciąż może zostać porzucony. W szczególności, by przejść dalej, muszą być gotowe co najmniej dwie implementacje zgodne ze specyfikacją. 
Etap 4 to moment gdy są już testy i implementacje, które je przechodzą. To na tym etapie dana propozycja i specyfikacja osiąga ostateczną formę i wejdzie do następnej wersji ECMAScript.